# Air Armenia

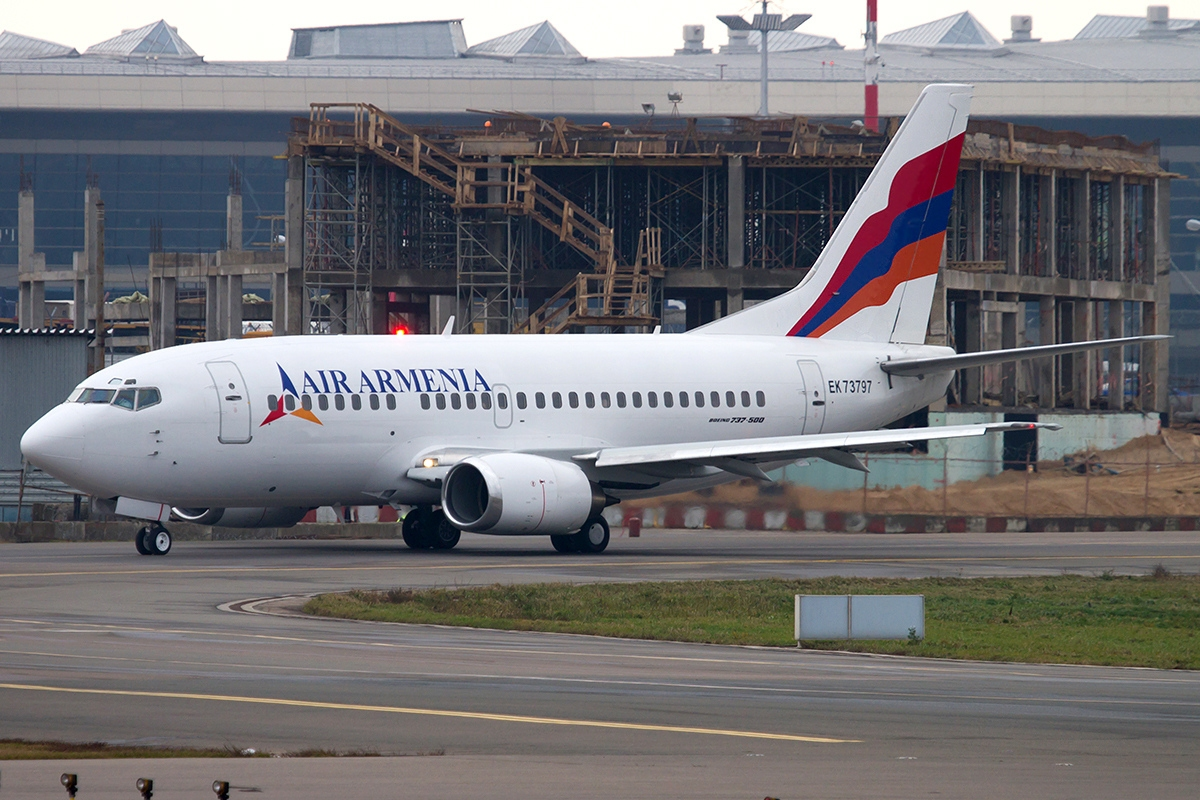
Boeing 737-505, авиакомпании Air Armenia

Air Armenia (Эйр Армения) — армянская авиакомпания, выполняющая грузовые и пассажирские перевозки в страны СНГ и Европы. Штаб-квартира компании находится в Ереване. Порт приписки — международный аэропорт Звартноц. Авиакомпания была создана в 2003 году и начала свою деятельность 18 марта 2003 года, осуществляя грузовые рейсы. В июле 2013 года Главное управление гражданской авиации Армении предоставило авиакомпании лицензию на осуществление пассажирских полётов. Первый пассажирский рейс был осуществлен 23 октября 2013 года. Была признана банкротом 2 ноября 2015 года.

## Пункты назначения
Авиакомпания выполняла рейсы в следующие города:
| Город           | Страна                        | IATA | ICAO | Аэропорт                                    | Примечание      |
| --------------- | ----------------------------- | ---- | ---- | ------------------------------------------- | --------------- |
| Афины           | Греция                        | ATH  | LGAV | Афинский международный аэропорт             |                 |
| Дубай           | Объединенные Арабские Эмираты | DXB  | OMDB | Дубай (аэропорт)                            |                 |
| Франкфурт       | Германия                      | FRA  | EDDF | Франкфурт-на-Майне (аэропорт)               |                 |
| Ереван          | Армения                       | EVN  | UDYZ | Звартноц (аэропорт)                         | Хаб             |
| Екатеринбург    | Россия                        | SVX  | USSS | Кольцово (аэропорт)                         |                 |
| Краснодар       | Россия                        | KRR  | URKK | Пашковский (аэропорт)                       |                 |
| Ларнака         | Кипр                          | LCA  | LCLK | Ларнака (аэропорт)                          | чартерные рейсы |
| Москва          | Россия                        | VKO  | UUWW | Внуково (аэропорт)                          |                 |
| Нижний Новгород | Россия                        | GOJ  | UWGG | Нижний Новгород (аэропорт)                  |                 |
| Париж           | Франция                       | CDG  | LFPG | Международный аэропорт имени Шарля де Голля |                 |
| Самара          | Россия                        | KUF  | UWWW | Курумоч (аэропорт)                          |                 |
| Санкт-Петербург | Россия                        | LED  | ULLI | Пулково (аэропорт)                          |                 |
| Сочи            | Россия                        | AER  | URSS | Сочи (аэропорт)                             |                 |

## Флот

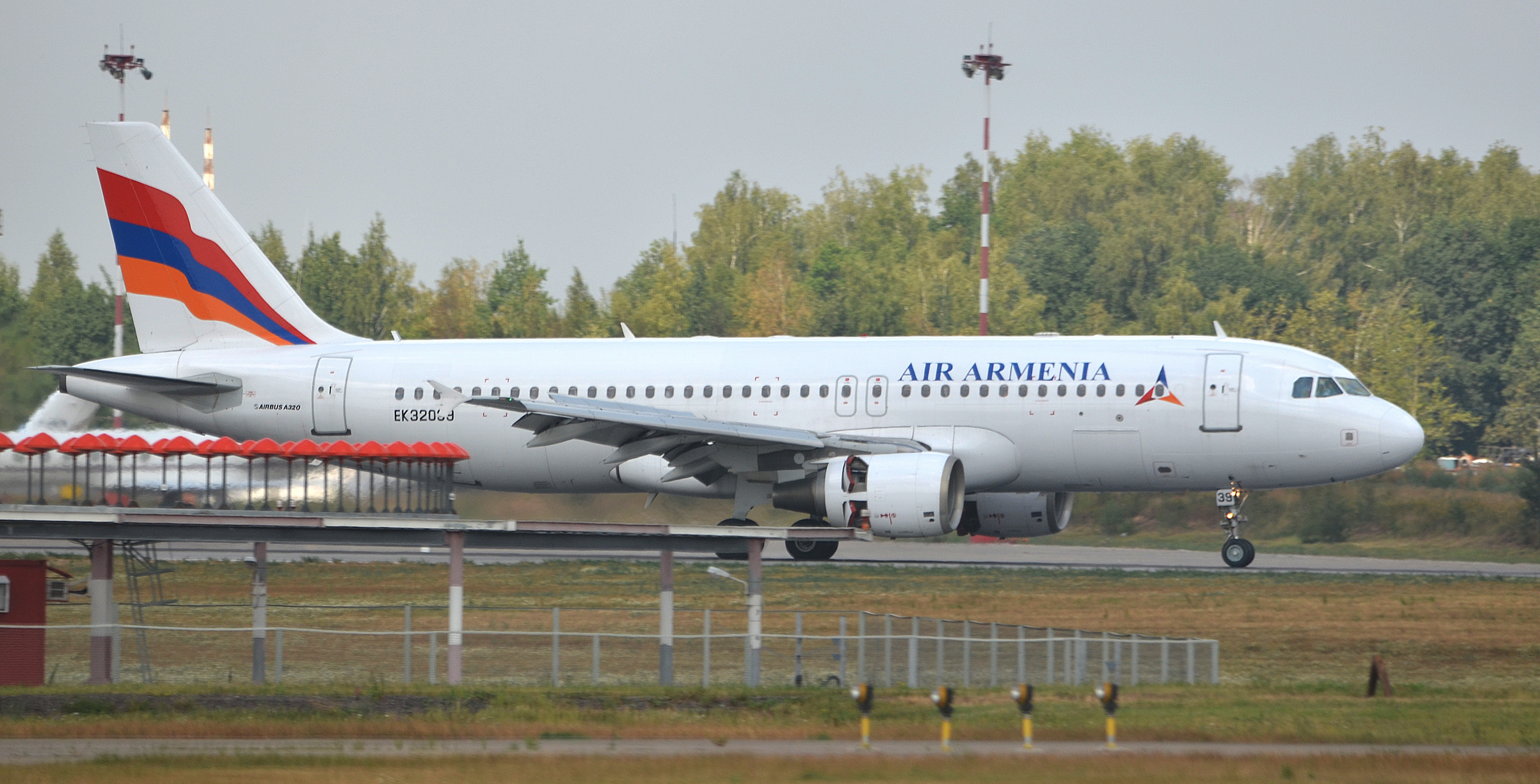
Airbus A320

Грузовой флот Air Armenia